# Église Saint-Laurent de Cambo-les-Bains
L'église Saint-Laurent est l'église du bourg de Cambo dans les Pyrénées-Atlantiques. L'église est plutôt banale à l'extérieur, mais réserve de magnifiques surprises à l'intérieur. Elle est typique du style des églises basques du Labourd, avec sa nef unique, ses trois étages de tribunes (autrefois réservées aux hommes) et son retable de bois doré. L'église dédiée à saint Laurent dépend pour le culte de la paroisse Saint Michel Garicoïts du diocèse de Bayonne, Lescar et Oloron. Elle a été inscrite aux monuments historiques en 2012,.

## Histoire et description

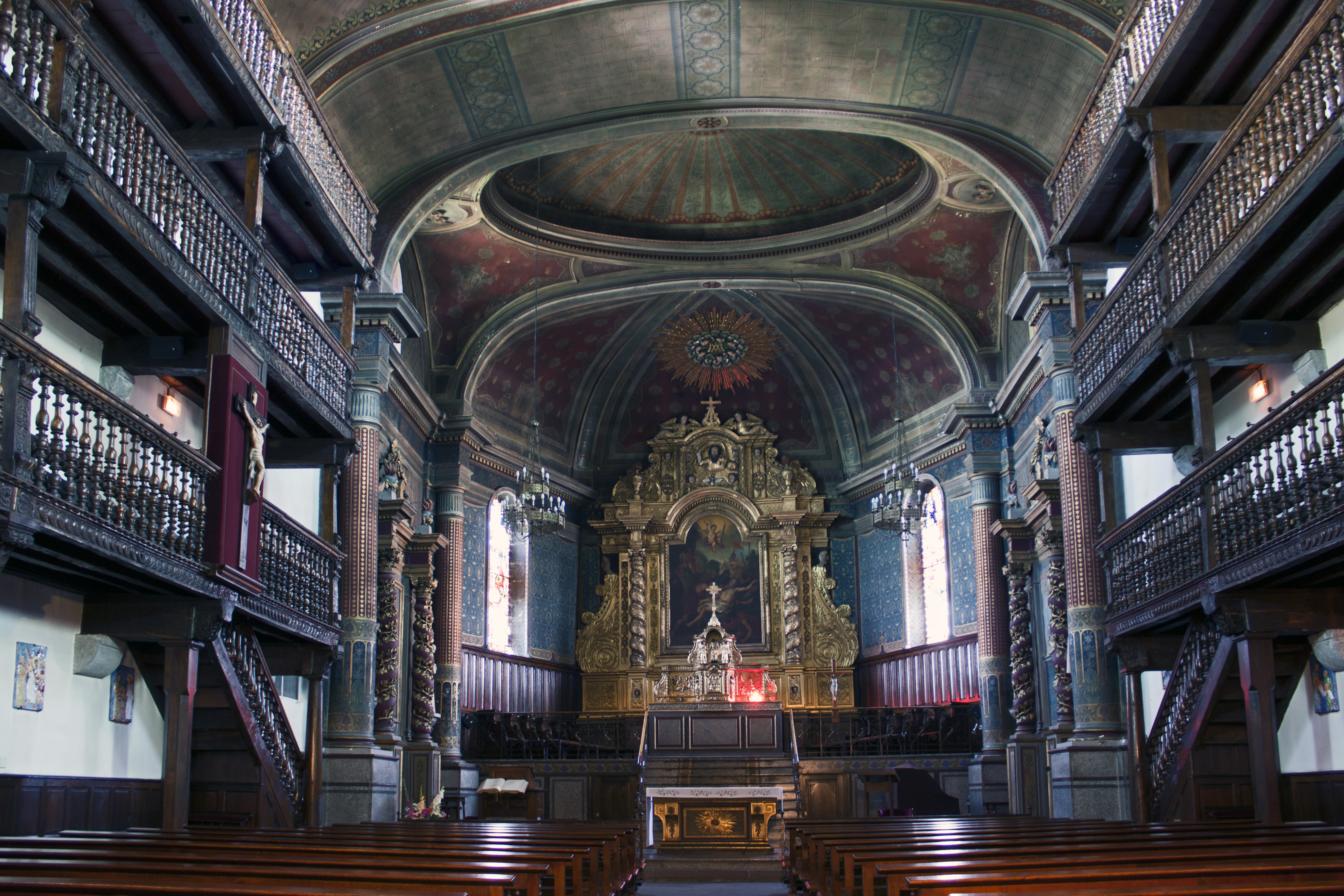
Intérieur de l'église de Cambo.

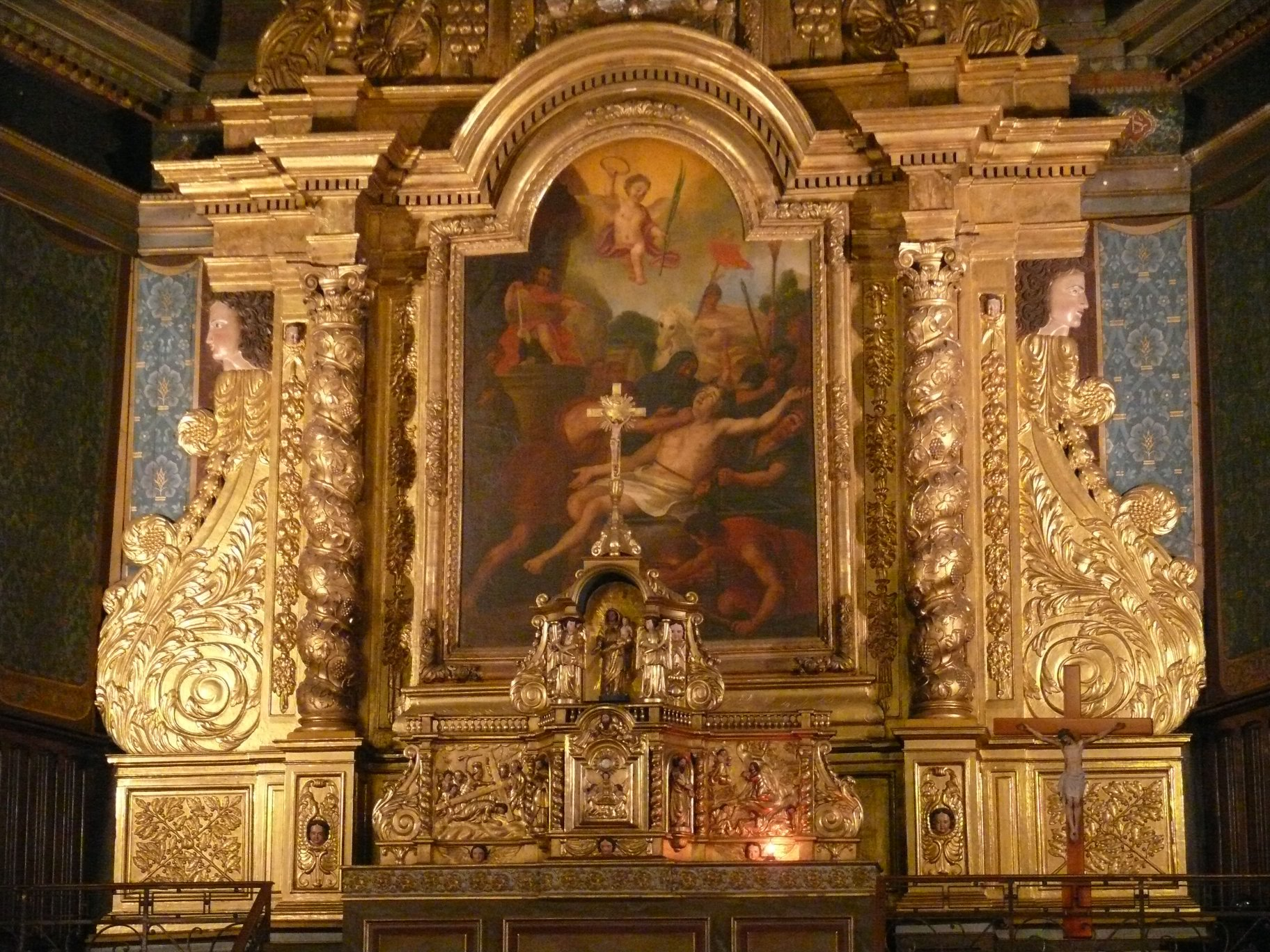
Retable de l'église de Cambo.

L'église date de la première moitié du XVIIe siècle et remplace une église du XIIe siècle. Le clocher octogonal actuel, remplaçant un clocher triangulaire, a été édifié au dessus du porche à la fin du XIXe siècle avec une haute flèche. Le porche d'entrée se situe sous une salle qui était autrefois la salle de réunion des jurats et des chefs de famille ; il comporte une Pietà, un petit oratoire et une statue de saint Léon du XVIIIe siècle qui aurait été offerte par la reine Marie-Anne de Neubourg, exilée à Bayonne en 1708 et venue prendre les eaux à Cambo. Le plan de l'église présente une nef unique avec un chevet polygonal. Les murs de côté et celui de la contrefaçade sont parcourus de trois étages de tribunes de bois sculpté. Celles-ci étaient traditionnellement réservées aux hommes jusque dans les années 1960. Le chœur surélevé est pavé de mosaïques.
Le tableau du retable encadré de colonnes torsadés représentant Le Martyre de saint Laurent date du XVIIe siècle ; il s'agit d'une œuvre inspirée d'Eustache Lesueur inscrite aux monuments historiques. Le retable baroque, œuvre de Jean-Baptiste Dartiguecave (1651-1741), présente des statues, des pampres et fruits sculptés sous une corniche denticulée couronnée de la Croix adorée par les anges. En dessous, Dieu le Père bénit de la main. Le retable est flanqué de deux rinceaux latéraux, terminés chacun par une tête de jeune homme. Le décor richement peint (fond ocre rouge) des voûtes date de 1904. On remarque une allégorie du saint Esprit sous forme de colombe, ainsi que des céramiques florentines offertes par Edmond Rostand (le propriétaire d'Arnaga), pour la première communion de son fils Jean en 1906. Deux vitraux de 1868 sont du Bordelais Gustave Dagran ; ils représentent en médaillons saint Michel Garicoïts, sainte Thérèse d'Avila, la Nativité et la Descente de la Croix. Les autres datent de la fin du XIXe siècle. Ils ont tous été restaurés en 2019.
L'église est réputée pour son acoustique et l'on y donne souvent des concerts, comme des concerts de chœur basque. L'église est restaurée entre 2017 et 2019.

## Images

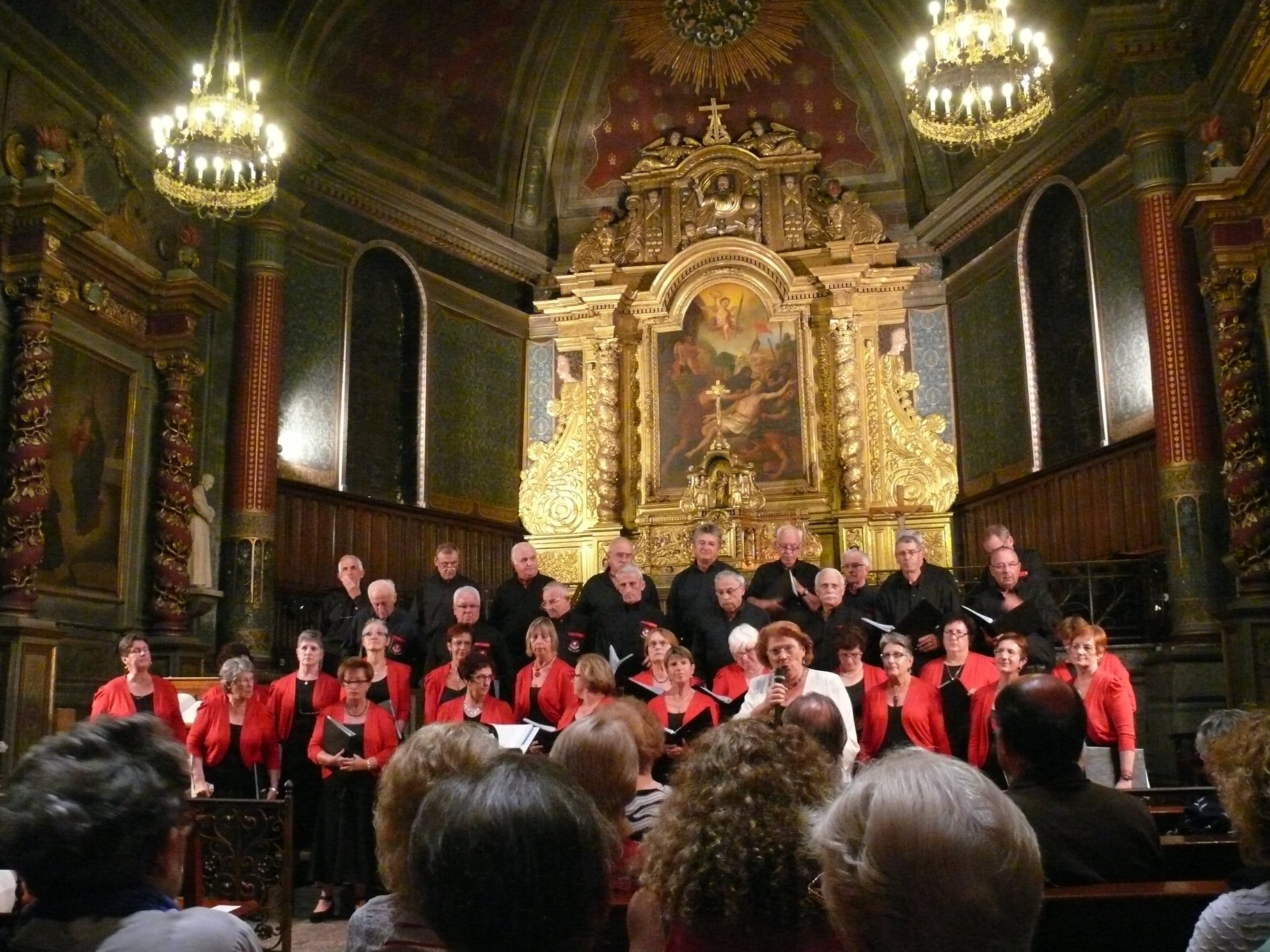
Chorale basque
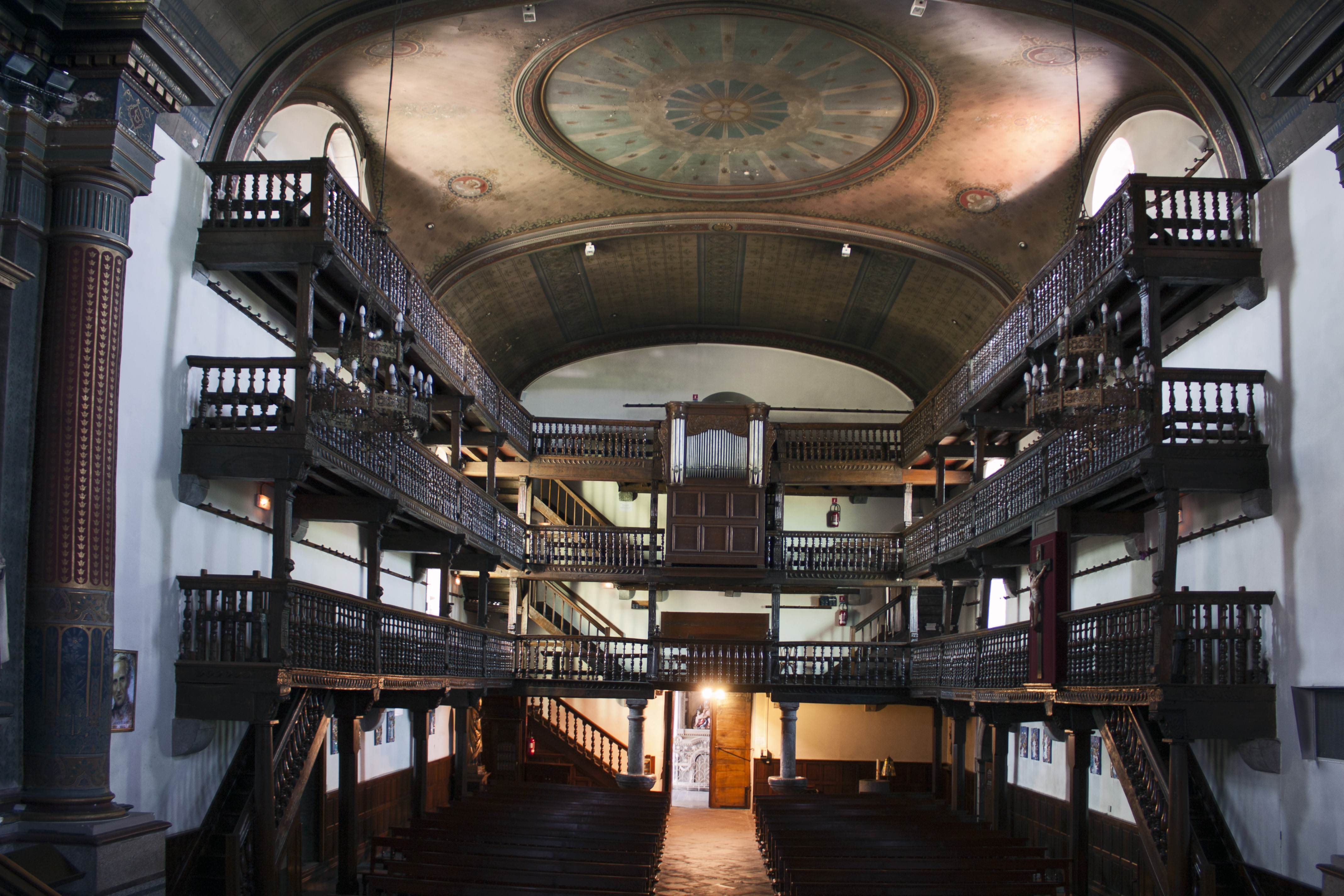
Galeries
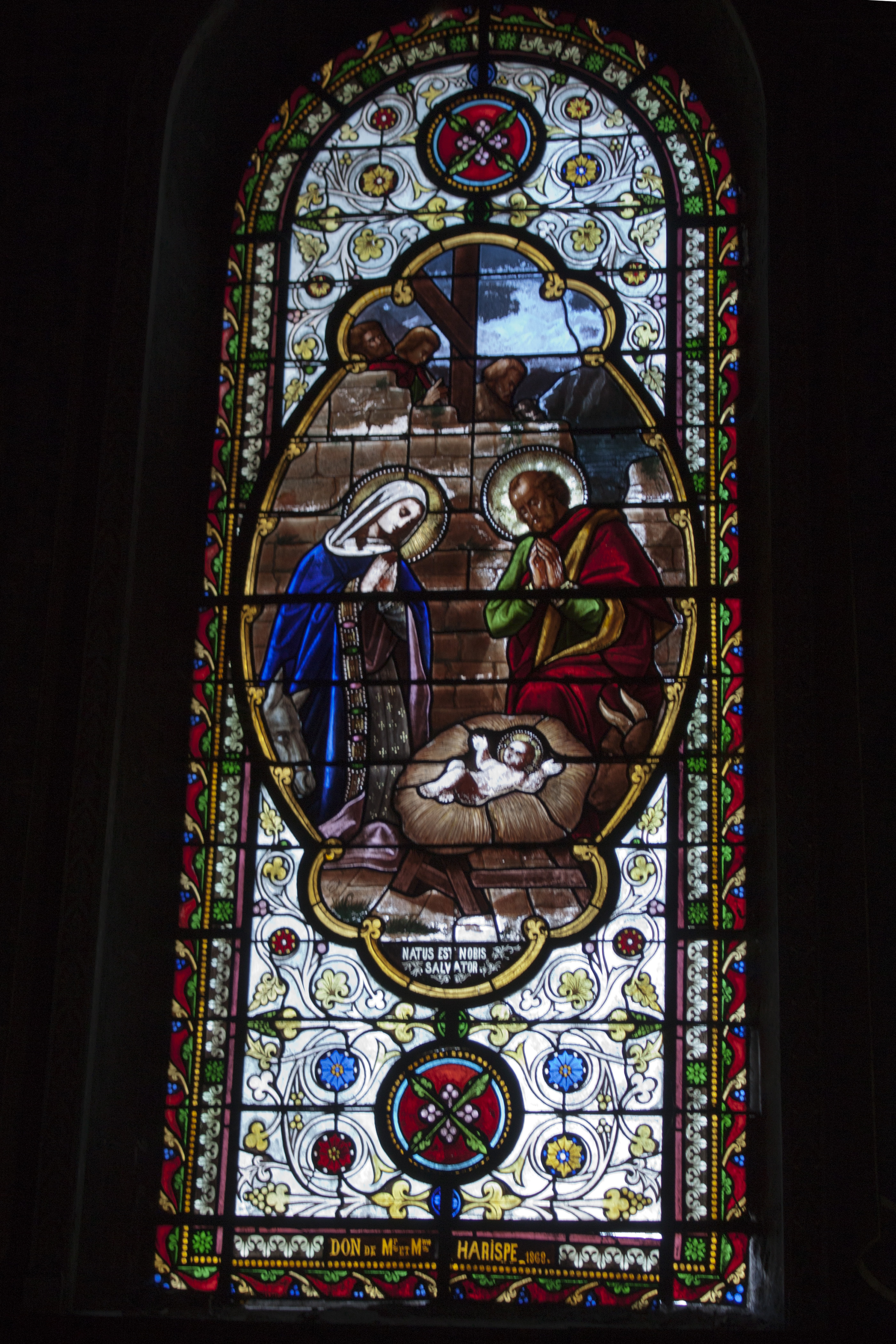
Vitrail de la Nativité de Dagran, Natus est nobis Salvator